# Mistrzostwa Europy w Łyżwiarstwie Szybkim w Wieloboju 1906
16. mistrzostwa Europy w łyżwiarstwie szybkim w wieloboju odbyły się w dniach 27–28 stycznia 1906 roku w Davos (Szwajcaria). Zawodnicy startowali na Eisstadion po raz czwarty (wcześniej w 1899, 1902 i 1904). W zawodach brali udział tylko mężczyźni. Zawodnicy startowali na czterech dystansach: 500 m, 1500 m, 5000 m i 10000 m. Po raz trzeci w karierze złoto zdobył Norweg Rudolf Gundersen. Gundersen ustanowił również rekord świata na 500 m. Miejsca pozostałych zawodników są nieoficjalne.

## Uczestnicy
W zawodach wzięło udział 6 łyżwiarzy z 5 krajów. Sklasyfikowanych zostało 4.
| Państwa biorące udział w mistrzostwach | Państwa biorące udział w mistrzostwach | Państwa biorące udział w mistrzostwach | Państwa biorące udział w mistrzostwach | Państwa biorące udział w mistrzostwach |
| -------------------------------------- | -------------------------------------- | -------------------------------------- | -------------------------------------- | -------------------------------------- |
| Austro-Węgry                           | Holandia                               | Norwegia                               | Szwajcaria                             | Wielka Brytania                        |

## Wyniki
- DNS – nie wystartował, NC – nie zakwalifikował się, f – wywrócił się, WR – rekord świata

| Pozycja | Zawodnik         | Kraj            | 500 m        | 5000 m       | 1500 m      | 10000 m      |
| ------- | ---------------- | --------------- | ------------ | ------------ | ----------- | ------------ |
| 01 !    | Rudolf Gundersen | Norwegia        | 44.8 (1.) WR | 9:09.4 (1.)  | 2:27.2 (1.) | 18:55.2 (2.) |
| (2.)    | Franz Schilling  | Austro-Węgry    | 47.8 (2.)    | 9:17.6 (3.)  | 2:31.6 (2.) | 19:06.4 (3.) |
| (3.)    | Coen de Koning   | Holandia        | 48.4 (3.)    | 9:16.8 (2.)  | 2:32.6 (3.) | 18:50.2 (1.) |
| (4.)    | Steven Ashe      | Wielka Brytania | 56.4 (4.)    | 10:19.0 (4.) | 2:49.4 (4.) | 21:09.0 (4.) |
| NC      | Richard Muser    | Szwajcaria      | 57.0f (5.)   | 11:31.8 (5.) | 3:09.0 (5.) | NC           |
| DNS     | Albin Rochat     | Szwajcaria      | 1:20.0 (6.)  | 12:08.8 (6.) | DNS         | 99:59.9 !    |